# Szvobodnij (Amuri terület)
Szvobodnij (oroszul: Свободный) város Oroszország ázsiai részén, az Amuri területen, a Szvobodniji járás székhelye. Népessége: 58 778 fő (a 2010. évi népszámláláskor).
Nevének jelentése: 'szabad'.

## Elhelyezkedése
Az Amuri terület második legnagyobb városa, Blagovescsenszk területi székhelytől 167 km-re északra fekszik. Az Amur–Zeja-síkság déli részén, a Zeja (az Amur mellékfolyója) jobb partján terül el. Vasútállomás a transzszibériai vasútvonalon, folyami kikötő. A városnál épült a Zeján átívelő vasúti híd. 45 km-re északra fekszik Ciolkovszkij, a Vosztocsnij űrrepülőtér központi városa.
Szvobodnij északnyugat–délkeleti irányban hosszan nyúlik el a vasút mentén. Északnyugati, magasabb fele enyhe lejtőn fekszik, az alacsonyabb délkeleti rész a folyó kanyarulatának árterében épült. Az utóbbiban van az ipari negyed és a kikötő. 

## Története
A vasútvonal és a Zeján átívelő vasúti híd építőinek településeként, 1912-ben alapították (Szurazsevka falu mellett) és a trónörökös, Alekszej Nyikolajevics Romanov nagyherceg (1904-1918) tiszteletére Alekszejevszknek nevezték el. 1917 áprilisában a helyi önkormányzat változtatta a nevét Szvobodnijra, és ezt az elnevezést júliusban Oroszország ideiglenes kormánya megerősítette.
Az 1930-as években Szvobodnij – a név jelentése ellenére – a Gulag táborrendszer egyik legnagyobb önálló intézményének, a BAMlag-nak elosztó- és irányítóközpontja volt. (Bár a BAM betűszó a Bajkál–Amur-vasútvonalat jelenti, az 1930-as években az építkezés a transzszibériai vasútvonal felújítását, második sínpárának megépítését is – sőt néhol elsősorban azt – magába foglalta). A BAMlag felszámolása, 1938 után is a GULAG vasúti építkezéseinek egyik központja maradt. Kényszermunkások építették többek között a Zeja régi fahidját felváltó korszerű vasúti hidat (1936).
A városban vasúti kocsikat javító gyár (Transzvagonmas), vasbetonelemek gyára és több élelmiszeripari üzem működik.

## 21. század
A várostól 15 km-re északra 2015 őszén kezdődött egy nagy gázfeldolgozó kombinát építése. Az alapanyagot a jakutföldi Csajandai gázmezőről a Szila Szibiri elnevezésű vezetékrendszeren szállítják majd, és többek között etán, metán, propán, bután, valamint hélium előállítását tervezik.  A létesítmény üzembehelyezése 2021 tavaszán várható.